# Botanophila striolata
Botanophila striolata är en tvåvingeart som först beskrevs av Fallen 1824.  Botanophila striolata ingår i släktet Botanophila och familjen blomsterflugor. Arten är reproducerande i Sverige. Inga underarter finns listade i Catalogue of Life.